# Pusakajaya Utara
Pusakajaya Utara is een bestuurslaag in het regentschap Karawang van de provincie West-Java, Indonesië. Pusakajaya Utara telt 4483 inwoners (volkstelling 2010).